# Tom Werner
Thomas Charles "Tom" Werner (sinh 12 tháng 4 năm 1950) là doanh nhân Hoa Kỳ. Nhờ vào việc đầu tư vào Fenway Sports Group, Charles trở thành chủ tịch Boston Red Sox và chủ tịch Liverpool F.C..